# Lens, Pas-de-Calais
Lens là một xã trong vùng Hauts-de-France, thuộc tỉnh Pas-de-Calais, quận Lens, chef-lieu của 3 tổng. Tọa độ địa lý của xã là 50° 25' vĩ độ bắc, 02° 49' kinh độ đông. Lens nằm trên độ cao trung bình là 38 mét trên mực nước biển, có điểm thấp nhất là 27 mét và điểm cao nhất là 71 mét. Xã có diện tích 11,70 km², dân số vào thời điểm 1999 là 36.206 người; mật độ dân số là 3095 người/km².

## Nhân vật nổi tiếng
- Michel Graillier, nhạc sĩ jazz

## Địa điểm tham quan
Lens có sân vận động bóng đá với 41.233 chỗ ngồi, Sân vận động Bollaert-Delelis, trong năm 1998 cũng là nơi thi đấu Giải vô địch bóng đá thế giới 1998.